# Зољан
Зољан је насељено место у саставу града Нашица, у Осјечко-барањској жупанији, Република Хрватска.

## Историја
Дана 24. фебруара 1829. гвардијан католичке свете обитељи у Нашицама, уз дозволу бискупа и помоћ двојице клирика, благословио је ново гробље у Зољану и подигао крст.
До територијалне реорганизације у Хрватској налазио се у саставу старе општине Нашице.

## Становништво
На попису становништва 2011. године, Зољан је имао 733 становника.

## Попис 1991.
На попису становништва 1991. године, насељено место Зољан је имало 790 становника, следећег националног састава:
| Попис 1991.‍  | Попис 1991.‍  | Попис 1991.‍ | Попис 1991.‍ | Попис 1991.‍ |
| ------------ | ------------ | ----------- | ----------- | ----------- |
|              |              |             |             |             |
| Хрвати       | Хрвати       |             | 772         | 97,72%      |
| Срби         | Срби         |             | 13          | 1,64%       |
| Југословени  | Југословени  |             | 3           | 0,37%       |
| неопредељени | неопредељени |             | 2           | 0,25%       |
| укупно: 790  |              |             |             |             |